# Future Cop: LAPD
Future Cop: L.A.P.D., auch Future Cop: LAPD 2100, ist ein Third-Person-Shooter, entwickelt und verlegt von Electronic Arts und zuerst für PlayStation, dann auch Mac OS und Windows veröffentlicht. Future Cop wurde ursprünglich als Serienableger der erfolgreichen Strike-Reihe konzipiert. 2009 wurde das Spiel über das PlayStation Network ein weiteres Mal für PlayStation 3 und PlayStation Portable veröffentlicht.

## Spielprinzip
Der Spieler übernimmt die Rolle eines Piloten der Polizeiroboteinheit X1-Alpha im Jahr 2098. Diese multifunktionale Kampfeinheit wurde für den Krieg gegen die organisierte Kriminalität in Los Angeles entwickelt. Es kann sich in zwei unterschiedliche Gefährttypen verwandeln, ein schnelles Hovercraft oder einen langsamen Kampfmech. Die geschickte Nutzung der unterschiedlichen Fähigkeiten dieser Gefährttypen ist ein Hauptaspekt des Spiels. Das Spiel besitzt mit Verbrechensbekämpfung (engl.: Crime War, Handlungskampagne) und Kampf ums Revier (engl.: Precinct Assault) zwei Spielmodi, die sowohl allein als auch mit einem zweiten Mitspieler bestritten werden können.

### Kampagne
Verbrechensbekämpfung besteht aus acht Leveln, die wahlweise alleine oder kooperativ mit einem zweiten Mitspieler gespielt werden können. Der Spieler steuert mit dem X1-Alpha die neueste Waffe der Polizei gegen die erdrückende Macht der Gangsterbanden, weshalb er in schwierigen Missionen an vorderster Front gegen das Verbrechen eingesetzt wird. Jede Mission spielt in einem anderen Bereich des Großraums Los Angeles, beginnend mit Griffith Park über Venice Beach, LAX bis hin zu Long Beach.
Das Spiel besteht hauptsächlich aus dem Bekämpfen der zahlreichen Computergegner. Der Spieler muss dabei auf seine Panzerung und seine Munition achten, die begrenzt sind. Über die Karte verteilt finden sich immer wieder Aufladestationen, die den Spieler mit neuer Munition versorgen. Insgesamt gibt es drei Waffengattungen (Kanonen, Schwere Waffen und Spezialwaffen), die sich in weitere unterschiedliche Waffentypen unterteilen. Das Arsenal erweitert sich im Verlauf des Spiels teils automatisch, teils durch das Aufsammeln entsprechender Gegenstände im Missionsverlauf. Welche Waffentypen während der Mission zum Einsatz kommen, kann vom Spieler vor dem Missionsbeginn festgelegt werden.
Eine Besonderheit des kooperativen Mehrspieler-Modus ist, dass beide Spieler einen gemeinsamen Lebensbalken teilen. Wird ein Spielpartner getroffen, erleidet auch der andere Mitspieler Schaden.

### Kampf ums Revier
Dieser Modus kann wahlweise gegen einen Computergegner oder gegen den zweiten menschlichen Mitspieler gespielt werden. Es handelt sich um eine Variante von Capture the flag. Auf der PlayStation stehen vier Karten zur Auswahl. Für PC sind es fünf. Jeder Spieler kontrolliert eine Basis, die er gegen die Angriffe des Gegners verteidigen muss, während er im Gegenzug die des Gegners zu zerstören versucht. Auf der Karte verteilt finden sich Fabriken und Türme, die erobert werden können. Beide Spieler können Kampfeinheiten herstellen, die sie beim Angriff auf die gegnerische Basis unterstützen.

## Entwicklung
Das Spiel wurde ursprünglich als Fortsetzung der Strike-Reihe entwickelt. Ein Trailer im Abspann des Spiels Nuclear Strike kündigte eine Fortsetzung mit dem Titel Future Strike an, zu sehen war ein Mechroboter im Kampfeinsatz. Im Laufe der Entwicklung entschied sich EA, das Spiel aus dem Serienkontext zu lösen, um den Entwicklern mehr Gestaltungsspielraum zu geben. Aus Future Strike wurde so der Titel LAPD 2100 und schließlich Future Cop: L.A.P.D. Audiodirektor des Spiels war Rob Hubbard. Im Vergleich zur Konsolenfassung verwendet die Windows-Variante für die Grafik Direct3D und besitzt eine größere Zahl von Mehrspieler-Leveln.
Am 23. April 2012 wurde das Spiel als PSone Classic über das PlayStation Network für PS3 und PSP neu veröffentlicht.

## Rezeption
Mit Future Cop sei ein optimaler Ableger der Strike-Serie produziert worden. Kritisch sei die Monotonie innerhalb der Einzelspielermissionen und die Kameraführung. Der Modus Revierkampf im Mehrspieler zähle zu den Highlights des Spiels. Er polarisiere jedoch auch. Durch die Funksprüche mit der Zentrale komme viel Atmosphäre auf. Die Puzzles, die sich nur durch Fahrzeugtransformation lösen lassen, hebe es von etwas aus den Shooter-Genre hervor. Die Grafik sei etwas klötzchenartig. Explosionen lassen die Waffen wuchtig wirken. Das Spiel sei kurzweilig und im Mehrspielermodus Revierkampf leicht taktisch. Der Schwierigkeitsgrad sei fair und insgesamt gut austariert.